# Джед Спенс
Джед Спенс (англ. Djed Spence, нар. 9 серпня 2000, Лондон) — англійський футболіст, який грає на позиції захисника та півзахисника в клубі «Тоттенгем Готспур». Виступав також за низку англійських і закордонних клубів. Переможець Ліги Європи.

## Клубна кар'єра
Джед Спенс народився 2000 року в Лондоні. Розпочав грати в юнацькій команді футбольного клубу «Фулгем», пізніше перейшов до юнацької команди клубу «Мідлсбро». У 2018 році Спенс перейшов до першої команди клубу «Мідлсбро», в якій грав до 2021 року, взявши участь у 63 матчах чемпіонату. У 2021 році «Мідлсбро» віджправив гравця в річну оренду до клубу «Ноттінгем Форест».
У 2022 році Джед Спенс став гравцем клубу «Тоттенгем Готспур», проте не відразу став гравцем основного складу команди, і в 2023—2024 роках вінгера віддавали в оренду до французького клубу «Ренн», англійського «Лідс Юнайтед» та італійського клубу «Дженоа». Після повернення з оренди в 2024 році Спенс став гравцем основного складу «Тоттенгема». Футболіст вийшов на заміну у фіналі Ліги Європи УЄФА 2025 року, та став у складі команди переможцем Ліги Європи УЄФА.

## Виступи за збірну
Протягом 2022—2023 років Джед Спенс грав у складі молодіжної збірної Англії. На молодіжному рівні зіграв у 6 офіційних матчах.

## Титули і досягнення
- Переможець Ліги Європи (1):

«Тоттенгем Готспур»: 2024–2025